# Il teschio urlante
Il teschio urlante, noto anche come The Screaming Skull - Il teschio urlante, è un film indipendente del 1958, prodotto da John Kneubuhl e diretto da Alex Nicol.
Il film, che ha segnato il debutto alla regia di Nicol, è stato distribuito dalla American International Pictures in doppia programmazione in diversi mercati con La vendetta del ragno nero o Terror from the Year 5000.

## Trama
Eric e Jenni, novelli sposi, si recano nella villa di campagna di lui, che un tempo abitava con la prima moglie Marion, morta in un incidente una notte di tempesta, in cui, scivolando presso lo stagno artificiale nel giardino, era caduta battendo la testa sul muretto antistante ed era stata ritrovata morta nell’acqua.
Alla villa la coppia incontra il reverendo Snow e la moglie, vicini di casa e vecchi amici di famiglia, e il giardiniere Mickey, un uomo taciturno, che era stato amico d’infanzia di Marion, con la quale aveva sempre condiviso il gusto del giardinaggio.
Jenni, i cui genitori erano morti annegati quando lei era ancora una bambina e aveva assistito alla scena, è psichicamente debole, e, come confida al reverendo Snow, tempo prima era stata ricoverata in un ospedale psichiatrico.
Appena giunta nella nuova casa, Jenni è inquieta: le pare di sentire rumori strani, ed è particolarmente angosciata dal ritratto di Marion che campeggia su una parete, che, a suo dire, assomiglierebbe alla sua propria madre. Eric teme che la moglie possa ricadere nell’instabilità mentale, e cerca di riportarla al sano senso di realtà.
Una notte, mentre Eric, occupato in città, non è ancora rincasato, Jenni sente dei rumori, si alza, raccoglie un teschio che trova inaspettatamente in un armadio e lo butta giù dalla finestra: poi, come racconta il giorno dopo, apre il portone e vede, di fronte ad esso, il teschio, che rotola dentro la casa. Eric dà la colpa della macabra messinscena a Mickey, giudicandolo geloso della sua nuova compagna, come lo era di Marion. In ogni caso il giorno dopo viene cercato il teschio in tutta la casa e nel giardino, ma senza risultati, per cui l’integrità mentale di Jenni è sempre più in dubbio
Perciò Eric, d'accordo con la donna, decide sia meglio farla di nuovo ricoverare; tanto più, come Eric confida al reverendo Snow, che Jenni, quando era in ospedale aveva tentato il suicidio, e ora teme che possa provarci di nuovo.
Poi propone alla moglie, per liberarla dalle sue fissazioni, di dare fuoco al ritratto di Marion, che tanto l’aveva angosciata in precedenza: il quadro viene portato in giardino e bruciato. Nel raccoglierne le ceneri con un rastrello, Jenni afferma, di nuovo, di vedere fra esse un teschio, cosa che Eric nega, poi la donna sviene. Eric allora raccoglie il teschio e lo immerge nello stagno. Ma Mickey, nascosto nelle vicinanze, lo vede.
Mickey, dopo aver recuperato il teschio, lo porta agli Snow, che iniziano ad insospettirsi e decidono di recarsi subito nella villa della coppia. Lì, Jenni, cercando Mickey per salutarlo prima della partenza, penetra nella serra e vede (o le pare di vedere) una figura fantasmatica, vestita di bianco, che la insegue: Jenni fugge in casa, dove ad attenderla c’è Eric, che la strangola fino a farla accasciare al suolo. Ma, prima di accertarne la morte Eric sente bussare al portone: va ad aprire, e si trova davanti lo stesso fantasma. Eric fugge nel giardino sotto il temporale, tormentato da apparizioni di teschi, e cade morto nello stagno.
Arrivano gli Snow, Jenni si riprende e si capacita della avidità del marito che lo ha portato ad architettare il suo omicidio. Mentre Jenni si allontana con gli Snow, che si chiedono, a questo punto, se veramente Marion è morta in un incidente, Mickey, sul muretto accanto allo stagno dice, fissando lo specchio d’acqua: “Se ne sono andati. Ripòsati.”

## Produzione
Il teschio urlante è stato diretto da Alex Nicol, un attore che ha avuto ruoli in produzioni di Broadway e ha spesso recitato in ruoli secondari. Decise di provare a dirigere un film, poiché sentiva di non aver interpretato i ruoli che desiderava. Nicol ha osservato che "come attore, sei nella posizione perfetta, se decidi di farlo, di guardare i registi che stai lavorando per impostare le riprese, prendere decisioni su dove posizionare la telecamera, e quindi ho scelto molto negli anni".
Il film è basato su una storia horror scritta da Francis Marion Crawford, che a sua volta ha tratto ispirazione dal "folklore che circonda il cosiddetto teschio urlante che è stato esposto alla Bettiscomb Manor nel Dorset, in Inghilterra." Si dice che il cranio appartenesse ad uno schiavo nero a cui fu rifiutata una sepoltura nel suo paese natale dopo la sua morte, e "ci furono strani eventi ed inspiegabili urla che provenivano dalla scatola di legno in cui il teschio era custodito."
John Hudson interpreta Eric, il nuovo marito di Jenni. Jenni è interpretata da Peggy Webber. Per convincere la Webber a recitare nel film, Nicol le disse che stava pianificando un remake del film Rebecca - La prima moglie di Alfred Hitchcock e portò una copia della sceneggiatura a casa sua. Altri membri del cast includono Russ Conway nei panni del reverendo Snow e Toni Johnson nel ruolo della moglie di Snow. Nicol interpreta anche Mickey, il giardiniere.
Il cineasta del film era Floyd Crosby, che aveva precedentemente vinto un Oscar per il suo lavoro su Tabù. John Kneubuhl scrisse la sceneggiatura del film che anche produsse insieme al produttore esecutivo T. Frank Woods e al produttore associato John Coots. La musica è stata composta da Ernest Gold ed il film è stato montato da Betty Jane Lane.
Il film è stato girato per un periodo di sei settimane alla Huntington Hartford Estate, con un budget limitato. Il film non aveva una grande troupe, e secondo Webber, gli attori venivano pagati intorno ai 1000 $ per le loro esibizioni. Durante la produzione, Nicol ha promesso agli attori un taglio agli incassi al botteghino del film, ma a causa di un problema con il distributore del film, ciò non è mai accaduto. Durante le riprese, la Webber ha scoperto di essere incinta, e quindi diverse scene hanno dovuto essere riscritte, come quella in cui doveva cadere da una scala.
L'affermazione ad inizio film che sarebbe stata fornita una sepoltura gratuita a chiunque fosse morto di paura durante la visione del film è stata ispirata da un espediente che era stato usato da William Castle nel suo film Macabro (1958), in cui ha offerto a tutti gli spettatori che avessero acquistato un'assicurazione sulla vita del biglietto nel caso in cui morissero guardando il film. A differenza di Castle, Nicol in realtà non ha contattato una compagnia di assicurazioni.

## Accoglienza e distribuzione DVD
Il teschio urlante è stato distribuito nei cinema nell'agosto 1958. Non è mai stato protetto da copyright, nonostante la presenza di un avviso di copyright sullo schermo appartenente alla Madera Productions. Di conseguenza, ha visto molte uscite in DVD di pubblico dominio da parte di società video, come Alpha Video, Echo Bridge Home Entertainment e Mill Creek Entertainment.
Erick Harper di DVD Verdict ha osservato che il film era "di valore discutibile" e ha ritenuto che fosse un "esempio davvero terribile di cinema drive-in". Egli credeva che il film non "valesse il tempo di guardarlo". Leonard Maltin ha dato al film una stella e mezza, definendolo "triste", ma credeva che fosse diventato "ragionevolmente inquietante verso la fine, con una svolta che in realtà è una sorpresa". Gli autori Phil Hardy e Tom Milne hanno scritto del film, "Nicol, un attore che dirige qui per la prima volta, lascia girare l'azione in modo troppo lento, dissipando la presa della tensione lunatica che ha mostrato nel suo film di guerra senza pretese, Three Came Back.
Il teschio urlante è apparso in un episodio della nona stagione di Mystery Science Theater 3000, una serie televisiva commedia che presenta un umano e le sue creazioni di robot che guardano film cattivi mentre fornisce un commento in esecuzione che prende in giro il film proiettato. È stato presentato accanto a un episodio di The Gumby Show intitolato "Robot Rumpus". Lo sceneggiatore della serie Bill Corbett non ha apprezzato il film, dicendo che "farlo vedere a qualcuno anche una volta è specificamente vietato dalla Convenzione di Ginevra".